# 間部詮芳
間部 詮芳（まなべ あきふさ）は、江戸時代中期から後期の旗本。赤坂間部家当主・間部詮番の長男。妻は越前鯖江藩主間部詮茂の娘・輝。江戸城西の丸殿中にて松平外記に斬られ死亡した（千代田の刃傷）。

## 生涯
明和3年（1766年）、間部詮番の長男として生まれる。天明2年（1782年）12月、詮芳17歳の時、赤坂間部家の遺領と家督を継ぎ、小普請入りする。寛政元年（1789年）6月、間部詮茂の娘・輝と結婚する。寛政7年（1795年）10月、書院番になり、翌寛政8年（1796年）12月、西丸にて将軍世子時代の徳川家慶に仕えた。
文政6年（1823年）4月22日、西丸書院番詰所2階休息所にて、詮芳は松平外記に斬られ重傷を負い、翌々日の4月24日に死亡したという。家督は長男の詮寛が継いだ。

### 補足
間部詮芳の生没年は史料によって異なり、生年：安永7・8年（1778-1779年）、没年：文政6年（1823年）4月24日とする『 浮世の有様』という史料と、生年：明和3年（1766年）11月14日、没年：天明9年（1789年）11月25日とする「間部家文書（「御用状」）」・「間部家譜」という史料の2つに大別される。本項では両者を他の史料と照らし合わせたうえ、詮芳の生没年を生年：明和3年（1766年）11月14日、没年：文政6年（1823年）4月24日とした。